# Barrage de Piedra del Águila
Pour les articles homonymes, voir Piedra del Águila.
Piedra del Águila est le nom d'un barrage et d'une retenue d'eau en Argentine, construite sur le Río Limay, nom donné au cours supérieur du fleuve Río Negro et émissaire du lac Nahuel Huapi. Son nom espagnol signifie « Pierre de l'Aigle » et est dû au fait que dans les rochers environnants, il y avait de nombreux grands oiseaux qui nidifiaient. Le barrage a créé en amont le grand lac de Piedra del Águila.

## Situation
Il est édifié entre les provinces de Río Negro et de Neuquén, en aval de la retenue d'Alicurá, et en amont de celle d'El Chocón.
Il se trouve dans la région constituant la transition entre la steppe de Patagonie et ce que l'on appelle la pré-cordillère andine, correspondant aux premiers plissements de la Cordillère des Andes. La ville la plus proche est la jolie petite localité de Piedra del Águila, située à 25 kilomètres en aval, et constituant un centre touristique, fréquenté notamment par de nombreux pêcheurs. L'endroit où le barrage a été construit est rocheux, avec des formes naturelles variées et souvent capricieuses. Le climat est déjà sec et la végétation steppique. 
Le complexe de Piedra del Águila se trouve à 240 km de San Carlos de Bariloche et à 230 km de la ville de Neuquén. Il s'agit de la plus grande centrale construite exclusivement en territoire argentin.

## Description
- Le niveau maximum de l'eau dans la retenue est de 592 mètres.
- Le niveau minimal est de 577 mètres, soit une différence de 15 mètres.
- Le volume d'eau emmagasiné dans la retenue est de 12,4 milliards de m3.
- La phase de remplissage de la retenue a débuté en 1990.
- La longueur de la crête du barrage est de 800 mètres.
- Il s'agit d'un barrage-poids de béton d'une hauteur de 173 mètres.
- On y a adjoint un déversoir de crues d'une capacité de 10 000 m3/s.
- Conjointement, on y a construit la Central hidroeléctrica de Piedra del Águila, le but essentiel de la retenue étant la production d'énergie électrique. Le but secondaire étant la régularisation du débit du fleuve.
- La puissance installée de la centrale est de 1 400 MW.
- La quantité d'énergie générée annuellement est de 5 000 GWh ou 5 milliards de kilowattheures.